# Estádio Antônio Lins Ribeiro Guimarães
O Estádio Antonio Lins Ribeiro Guimarães é um estádio de futebol localizado na cidade de Santa Bárbara D'Oeste, no estado de São Paulo e pertence ao União Agrícola Barbarense Futebol Clube, instalado na Rua 13 de Maio, s/nº, Vila Aparecida, dando alcunha ao clube como Leão da 13.
Seu nome é homenagem ao lendário ex-presidente e patrono do clube, que reivindicou à diretoria da Usina de Santa Bárbara D'Oeste, área para a construção de um estádio para o clube, ainda amador.
Em 2005, a então parceira do clube tentou alterar o nome, removendo o termo "Agrícola", inserido em acordo com a doadora do terreno, na ocasião, a remodelação foi recusada pelo cartório local, pois a mudança provocaria a perda do terreno, como lavrado em escritura publica, que obriga a pena ência do nome com a referência "Agrícola".

## História
O apelido "Toca do Leão" partiu do radialista Natale Giacomini, que fez menção à uma escultura de leão de 2,5 metros que era guardada no estádio.
O estádio foi inaugurado em 22 de maio de 1921, com um amistoso entre o União Barbarense e o Concórdia, de Campinas, onde o Leão da Treze venceu os visitantes por 3 a 1.
Em 1954, o clube conseguiu que a Usina Santa Bárbara, dona do terreno, passasse a escritura da área.
Em 1996, o estádio do União Agrícola Barbarense foi novamente ampliado para poder receber os jogos da então 3ª divisão da série A do Campeonato Paulista e futuros jogos de torneios nacionais. O estádio tem capacidade para 14.914 pessoas e está localizado na rua 13 de Maio, 1269 em Santa Bárbara D'Oeste.
Em 2016, o estádio foi penhorado pela Justiça do Trabalho por conta de dívidas com ex-atletas do clube, que chegavam ao valor de R$ 2,7 milhões. Em 2019, a Vara do Trabalho determinou o leilão do estádio. Em 2021, ninguém fez oferta pelo Estádio Antônio Lins Ribeiro Guimarães, e leilão termina sem venda do terreno.
Em 2020, o estádio sediou jogos do Capivariano, que está com sua casa interditada. No mesmo ano, recebeu os jogos do Grupo 7 da Copa São Paulo de Futebol Júnior de 2020.